# Thuiaria alternitheca
Thuiaria alternitheca är en nässeldjursart som beskrevs av Levinsen 1893. Thuiaria alternitheca ingår i släktet Thuiaria och familjen Sertulariidae.
Artens utbredningsområde är Norra Ishavet. Inga underarter finns listade i Catalogue of Life.